# Sporting Afrique FC
O Sporting Afrique Football Club foi um clube de futebol de africanos que competiu na S.League

## História
O clube foi fundado em 2006 e foi dissolvido em 2007. Foi um clube com a ideia de ter jovens jogadores africanos no elenco, não contendo nenhum atleta da nação local.
O clube trouxe muitos problemas a liga pois a ideia era dar competitividade, porém não cumprimentos de pagamento, falta de alimentação aos atletas e resultados não satisfatórios levaram a S.League a rever a equipe
Além disso dois jogadores acabaram se naturalizando e atuando por Singapura: Agu Casmir e Itimi Dickson.